# Drmanovići
Drmanovići (em cirílico: Дрмановићи) é uma vila da Sérvia localizada no município de Nova Varoš, pertencente ao distrito de Zlatibor. A sua população era de 365 habitantes segundo o censo de 2011.

## Demografia
| 1948 | 1953 | 1961 | 1971 | 1981 | 1991 | 2002 | 2011 |
| ---- | ---- | ---- | ---- | ---- | ---- | ---- | ---- |
| 433  | 500  | 508  | 452  | 410  | 365  | 368  | 365  |